# Étienne de Jouy
Victor-Joseph Étienne de Jouy, född 19 oktober 1764, död 4 september 1846, var en fransk dramatiker.
Jouy blev 1815 medlem av Franska akademin, och var utomordentligt produktiv. Han har skrivit texten till en mängd operor, bland annat Vestalen (1807), Ferdinand Cortéz (1809), Wilhelm Tell (1829), vidare tragedier såsom Sylla (1824), kulturhistoriska teckningar av samtida seder och tänkesätt med mera.